# ألان روس
ألان روس (بالإنجليزية: Alan Ross)‏ (7 فبراير 1933 في المملكة المتحدة - ) هو لاعب كرة قدم بريطاني في مركز حراسة المرمى. لعب مع أولدهام أثلتيك وأكرينجتون ستانلي ‏ وبيشوب أوكلاند ‏ وWigan Rovers F.C. ‏.